# Terkan Chatun
Terkan Chatun (* unbekannt; im September 1094) war die Ehefrau des Seldschukenherrschers Malik Schah I. und Mutter von Sultan Mahmud I. (reg. 1092–1094)

## Leben
Terkan Chatun war die Tochter des Karachanidenherrscher Abu Muzaffar Ibrahim Tamgatch Khan. Sie wurde Ehefrau des Seldschukenherrschers Malik Schah I. und Mutter von Sultan Mahmud I. (reg. 1092–1094). Viele Historiker glauben, dass sie beim Mord von Nizām al-Mulk, dem einflussreichen und mächtigen Wesir des Malik Schah I., ihre Hände im Spiel hatte. Nach dem Tod ihres Mannes leitete sie das Seldschukenreich de facto bis zu ihrem eigenen Tod. Ihr Sohn Sultan Mahmud I. starb rund einen Monat nach ihrem eigenen Tod im September 1094.